# Liste des résolutions du Conseil de sécurité des Nations unies sur la Jordanie
Cet article dresse une liste des résolutions du Conseil de sécurité des Nations unies concernant la Jordanie.

## Jordanie
En forme longue le royaume hachémite de Jordanie, en arabe Al-ʾUrdunn, الأردنّ et Al-Mamlakah al-ʾUrdunniyyah al-Hāshimiyyah, المملكة الأردنّيّة الهاشميّة.
- Résolution 53 : la question de la Palestine (adoptée le 7 juillet 1948).
- Résolution 54 : la question de la Palestine (adoptée le 15 juillet 1948).
- Résolution 56 : la question de la Palestine (adoptée le 19 août 1948).
- Résolution 59 : la question de la Palestine (adoptée le 19 octobre 1948).
- Résolution 60 : la question de la Palestine (adoptée le 29 octobre 1948).
- Résolution 61 : la question de la Palestine (adoptée le 4 novembre 1948).
- Résolution 62 : la question de la Palestine (adoptée le 16 novembre 1948).
- Résolution 66 : la question de la Palestine (adoptée le 29 décembre 1948).
- Résolution 109 : admission de l'Albanie, de la Jordanie, de l'Irlande, du Portugal, de la Hongrie, de l'Italie, de l'Autriche, de la Roumanie, de la Bulgarie, de la Finlande, de Ceylan, du Népal, de la Libye, du Cambodge, du Laos et de l'Espagne aux Nations unies (adoptée le 14 décembre 1955).
- Résolution 129 : plainte du Liban - Plainte de la Jordanie (adoptée le 7 août 1958).
- Résolution 162 : la question de la Palestine (adoptée le 11 avril 1961).
- Résolution 228 : la question palestinienne (adoptée le 25 novembre 1966).
- Résolution 234 : demande de cessez-le-feu au Moyen-Orient (adoptée le 7 juin 1967).
- Résolution 242 : la situation au Moyen-Orient : retrait des forces armées d'Israël des territoires occupés dans le récent conflit (la guerre des Six Jours) en échange de la paix et de la reconnaissance d'Israël (adoptée le 22 novembre 1967).
- Résolution 248 : la situation au Moyen-Orient (adoptée le 24 mars 1968).
- Résolution 252 : la situation au Moyen-Orient (adoptée le 21 mai 1968).
- Résolution 256 : la situation au Moyen-Orient (adoptée le 16 août 1968).
- Résolution 265 : la situation au Moyen-Orient (adoptée le 1er avril 1969).
- Résolution 298 : la situation au Moyen-Orient (adoptée le 25 septembre 1971).
- Résolution 1848 : la situation au Moyen-Orient.